# Chiesa di Santa Maria del Rosario (Monteceneri)
La chiesa di Santa Maria del Rosario è un edificio religioso barocco che si trova in località Prato Quadro a Monteceneri.

## Storia
L'edificio trae forse origine da un'edicola votiva che nel Basso Medioevo ospitava un'immagine della Madonna diventata nel tempo luogo di pellegrinaggio. Qui nacque da principio un oratorio, poi divenuto una cappella, le cui tracce sono ancora visibili nell'attuale coro, menzionato appunto come cappella nel 1578. Nello stesso secolo venne innalzato il campanile, ma in quello successivo la chiesa subì i cambiamenti più sostanziali: fra il 1626 e il 1658, su disposizione di Andrea Rusca, prevosto dell'epoca, fu aggiunta la navata, il coro fu ampliato in altezza e fu forse anche realizzata la cupola.